# Mishná
A Mishná, também conhecida como Mixná ou Mixna (em hebraico משנה, "repetição", do verbo שנה, ''shanah, "estudar e revisar") é uma das principais obras do judaísmo rabínico, e a primeira grande redação na forma escrita da tradição oral judaica, chamada a Torá Oral. Provém de um debate entre os anos 70 e 200 da Era Comum por um grupo de sábios rabínicos conhecidos como 'Tanaim' e redigida pelo Rabino Judá HaNasi, que terminou sua obra no ano de 189 EC.
A razão da sua transcrição deveu-se, de acordo com o Talmude, à perseguição dos judeus às mãos dos romanos e à passagem do tempo trouxeram a possibilidade que os detalhes das tradições orais fossem esquecidos. As tradições orais que são objecto da Mishná datam do tempo do judaísmo farisaico. A Mishná não reclama ser o desenvolvimento de novas leis, mas a organização de preceitos de ensinamentos orais originados desde a entrega da Torah por Moisés ao povo judeu.
A Mishná é considerada a primeira obra importante do judaísmo rabínico e é uma fonte central do pensamento judaico posterior. A lista dos dias de festa conhecida como Meguilat Taanit é mais antiga, mas de acordo com o Talmude já não está em vigor. Comentários rabínicos à Mishná nos três séculos seguintes à sua redação (guardados sobretudo em aramaico) foram redigidos como a Guemará.

## Etimologia
A raiz tana (תנא) é o equivalente aramaico para a raíz hebraica shaná (שנה) que é também a palavra raiz de "Mishná". O verbo shaná (שנה) significa literalmente "repetir [aquilo que se ensinou]" e é usado para indicar "aprender". O plural de tana, tanaim, refere-se aos sábios rabínicos cujas opiniões estão gravadas na Mishná. Na história judaica, o período dos tanaim é também referido como período mishnaico.

## Estrutura
A Mishná está ordenada em seis ordens (em hebraico sedarim, plural de seder, סדר), cada uma contendo 7 a 12 tratados (masechtot, plural de masechet, מסכת, "rede"). Existem 63 tratados no total. Cada masechet é dividida em capítulos (perakim, plural de perek) e depois em parágrafos e versículos (mishnaiot, plural de mishná). A Mishná é também chamada de Shás, uma abreviatura de Shishá Sedarim – as "seis ordens"). O termo Shas é usado também para se referir a um Talmude completo, o qual segue a estrutura da Mishná.
A Mishná ordena o seu conteúdo por assuntos temáticos, em vez de contexto bíblico e discute temas individuais mais profundamente que o Midrash. Inclui uma seleção mais alargada de assuntos haláquicos (da Lei Judaica) do que o Midrash.

## Lista de Ordens
As seis ordens são:
- Zeraim ("Sementes"), discute sobre rezas e bênçãos, dízimos e leis agrícolas (11 tratados).
- Moed ("Festival"), referente às leis do Shabat e das Festas Judaicas (12 tratados).
- Nashim ("Mulheres"), acerca do casamento e divórcio, algumas formas de juramentos e as leis do nazir (7 tratados).
- Nezikin ("Danos"), ocupa-se da lei civil e criminal, o funcionamento dos tribunais e juramentos (10 tratados).
- Kodashim ("Coisas Sagradas"), acerca dos rituais de sacrifícios, as actividades do Templo e as leis alimentares (11 tratados).
- Tahorot ("Purezas"), relativo às leis de pureza e impureza, incluindo a impureza do morto, as leis da pureza ritual dos sacerdotes ('Cohanim'), as leis da "pureza familiar" (as leis menstruais) e outras (12 tratados).

Em cada ordem (com a excepção de Zeraim), os tratados estão organizados do maior (em número de capítulos) para o menor.
A palavra 'Mishná' pode também indicar um único parágrafo ou verso do próprio trabalho, ou seja, a mais pequena unidade da estrutura da Mishná.
O Talmude Babilónico (no tratado Hagigá 14a) declara que havia seiscentas ou setecentas ordens da Mishná. Hillel, o Velho organizou-as em seis ordens para torná-la mais fácil de memorizar. Porém, é disputado o rigor histórico desta tradição. Existe também a tradição de que Ezra, o escriba, ditou de memória não apenas os 24 livros do Tanakh mas também 60 livros esotéricos. Não é absolutamente certo que isto seja uma referência à Mishná, mas existirá razão para o dizer, já que a Mishná é composta realmente por 60 livros. (O total actual é de 63, mas Makkot era originalmente parte de Sanhedrin, e Baba Kamma, Baba Metzia e Baba Batra podem ser vistos como subdivisões de um único tratado, Nezikin.)
Curiosamente, o rabino Reuvein Margolies defendeu que existiam originalmente sete ordens da Mishná. Ele cita uma tradição dos Gueonim (os maiores sábios judeus da Babilónia) sobre a existência de uma sétima ordem. A ordem em falta continha as leis de Sta'm (prática dos escribas) e Berachot ("bênçãos").

## Primeira Ordem:Zeraim
Primeira Ordem: Zeraim (זרעים, "Sementes"), sobre rezas, bênçãos, dízimos e leis agrícolas:
- Brachot (ברכות, "Bênçãos"). Discute principalmente as leis de Shemá, da Amidá, do Birkat Hamazon ("Bênção depois das Refeições"), Kidush ("Santificação"), Havdalá ("Separação") e outras bênçãos e rezas.

- Peah (פאה, "Esquina"). Decreta sobre a margem que se deve deixar após a colheita dos campos, assim como as espigas caídas, os fardos esquecidos, as uvas caídas e os cachos de uva pequenos, que devem ser deixados recolher pelos pobres.

- Demai (דמאי, "Produto Duvidoso"). Sobre os alimentos sobre os quais existe dúvida se deles foi retirado o dízimo.

- Kilaim (כלאיים, "Dois Tipos"). Analisa as leis dos vegetais que é proibido semear juntos, o trabalho conjunto de animais de espécies diferentes e a mistura de linho e lã num mesmo tecido, chamada ‘shaatnez’.

- Sheviit (שביעית, "Sétimo Ano"). Sobre o ano sabático da terra e as leis dos frutos e vegetais crescidos nesse ano.

- Terumot (תרומות, "Doações"). Discute os dízimos que devem ser dados ao cohen e ao levita.

- Maasserot (מעשרות, "Dízimos"). Sobre os diferentes tipos de dízimos.

- Maasser Sheni (שני מעשר, "Segundo dízimo"). Sobre os dízimos a dar aos pobres e a parte da produção que deve ser comida em Jerusalém.

- Chalá (חלה, "Pedaço de Massa"). A parte da massa dos pães ou bolos que deve ser separada e oferecida a um cohen.

- Orlá (ערלה, "Enxerto"). Sobre os frutos das árvores nos três primeiros anos de produção e sobre a lei especial dos frutos no quarto ano da produção.

- Bikurim (ביכורים, "Primeiros Frutos"). Acerca da obrigação de levar os primeiros frutos de uma árvore ao Templo de Jerusalém.

## Segunda Ordem:Moed
Moed (מועד, "Festas"): sobre as leis do Shabat (ou Sabá) e das Festas Judaicas.
- Shabat (שבת, "Sábado"). Refere-se às leis do dia santo do Shabat, o sábado.

- Eruvin (עירובין, "Misturas"). Discute sobre o eruv ou limite de Shabat, uma categoria de construções ou demarcações que alteram os domínios do Shabat, quanto à proibição de carregar e caminhar.

- Pessachim (פסחים, "festa de Pessach"). Acerca de Pessach, a Páscoa Judaica, com as leis da proibição de comer alimentos levedados, o sacrifício da Páscoa e Pessach Sheni, a “Segunda Páscoa”.

- Shekalim (שקלים, "siclos"). Refere-se ao pagamento anual dos shekalim (plural de shekel, siclo, a antiga moeda judaica) para a compra dos animais para os sacrifícios no Templo.

- Yomá (יומא, "Dia"). Também chamado Kipurim ou Yom HaKipurim ("Dia do Perdão") Trata das leis de Yom Kipur, o Dia do Perdão, sobre os rituais desse dia no Templo e o ritual de confissão.

- Sucá (סוכה, "Cabana"). Ocupa-se das tradições da festividade de Succot, desde a construção da ‘sucá’ (cabana), às leis referentes às "Quatro espécies".

- Beitzá ou Yom Tov (ביצה, "Ovo" ou יום טוב, "Dia Festivo"). Sobre as leis gerais das festividades judaicas.

- Rosh Hashaná (ראש השנה, "Ano Novo"). Acerca das leis de determinação do Rosh Hodesh (começo do mês) e do Ano Novo Judaico.

- Taanit (תענית, "jejum"). Leis dos dias de jejum.

- Meguilá (מגילה, "rolo de Ester"). Sobre a festa de Purim, a leitura pública da Meguilat Ester, o Livro de Ester, nessa festa; leis da leitura da Torá e regras gerais das sinagogas.

- Moed Katan (מועד קטן, "Pequena Festa"). Leis referentes aos dias intermédios da Páscoa e Succot.

- Chagigá (חגיגה, "Oferenda festiva"). Discute os Três Festivais de Peregrinação (Pessach, Shavuot e Sucot) e a oferenda que os homens eram supostos levar ao Templo nessas ocasiões.

## Terceira Ordem:Nashim
Nashim (נשים, "Mulheres"): Leis das mulheres e da vida familiar.
- Yevamot (יבמות, "Casamento de levirato"). Sobre a lei do levirato (o casamento de um homem com a viúva do seu irmão).

- Ketubot (כתובות, "Acordo nupcial"). Leis contratuais de casamento e obrigações do casal.

- Nedarim (נדרים, "Votos"). Trata das leis de votos e juramentos e as suas consequências legais.

- Nazir (נזיר, "Abstinente"). Define as regras da prática do nazir, uma espécie de asceta.

- Sotá (סוטה, "Mulher suspeita de adultério"). Sobre o ritual da Sotá, a mulher que era suspeita de adultério, assim como outros rituais que envolvem uma fórmula falada (como o ritual de quebrar a nuca do bezerro).

- Guittin (גיטין, "Atestado de divórcio"). Debate os conceitos de divórcio, o documento legal e o uso de agentes no processo de divórcio.

- Kiddushin (קידושין, "Noivados"). Lida com o estágio inicial do casamento, o compromisso de noivado, assim como as leis das linhagens judaicas.

## Quarta Ordem:Nezikin
Nezikin (נזיקין, "Danos"). Lida sobretudo com a lei criminal e civil judaica e o funcionamento do Bet Din, o tribunal judaico.
- Baba Kamma (בבא קמא, "Primeiro Portão"), sobre matérias civis, em especial prejuízos e compensação.

- Baba Metzia (בבא מציעא, "Portão do Meio"), sobre matérias civis, sobretudo delitos e leis de propriedade.

- Baba Batra (בבא בתרא, "Último Portão"), sobre matérias civis, na maior parte propriedade de terras.

- Sanhedrin (סנהדרין, "Sinédrio"), lida com as regras de procedimentos de tribunal no Sanhedrin, a pena de morte e outros assuntos criminais.

- Makkot (מכות, "Açoites"), sobre os tipos de testemunho falso e suas penas, cidades de refúgio e a aplicação de acoites como punição.

- Shevuot (שבועות, "Juramentos"), sobre os vários tipos de juramentos e suas consequências.

- Eduyoth (עדויות, "Testimunhos"), apresenta casos de estudo de disputas legais nos tempos da Mishná e os variados testemunhos que ilustram vários Sábios e princípios da Halachá.

- Avodá Zará (עבודה זרה, "Culto estranho"), determina as leis de interação entre judeus e gentios e/ou os que são considerado idólatras.

- Avot (אבות, "Pais") ou Pirkei Avot é uma coleção das principais máximas éticas dos Sábios.

- Horayot (הוריות, "Decisões"), sobre a oferta de pecado (espécie de sacrifício) colectiva trazida ao Templo por erros importantes cometidos pelo Sinédrio.

## Quinta Ordem:Kodashim
Kodashim (קדשים, "Coisas Sagradas"). A maior das Ordens da Mishná lida em particuçar com o serviço religioso no Templo de Jerusalém, os Korbanot (ofertas de sacrifícios) e outros assuntos considerados ou relacionados a essas "Coisas Sagradas".
- Zevachim (זבחים, "Sacrifícios"), sobre o procedimento das ofertas sacrificiais de animais e aves.

- Menachot (מנחות, "Ofertas de Alimentos"), acerca das várias ofertas de grãos no Templo.

- Chulin (חולין, "Coisas Comuns "), sobre as leis de abate dos animais e consumo de carne (isto é, animais usados na alimentação diária, em oposição aos animais dos sacrifícios do Templo).

- Bechorot (בכורות, "Primogénitos"), acerca da santificação e redenção dos primogénitos animais e humanos.

- Arachin (ערכין, "Dedicações"), em especial discute sobre uma pessoa que dedica os seus bens ou a dedicação de um campo a favor do Templo.

- Temurá (תמורה, "Substituição"), define as leis do que acontece se um animal é substituído por outro animal já dedicado para um sacrifício.

- Keritot (כריתות, "Extirpações"), sobre os mandamentos cuja penalidade é karet (excisão espiritual), assim como os sacrifícios associados com a sua transgressão (sobretudo involuntária).

- Meilá (מעילה, "Sacrilégio"), acerca das leis de restituição pela apropriação indevida de propriedade do Templo.

- Tamid (תמיד, "Sempre"), define o procedimento do Tamid (o sacrifício diário).

- Midot (מידות, "Medidas"), descreve as medidas do Segundo Templo de Jerusalém.

- Kinnim (קנים, "Ninhos"), lida com as complexas leis para as situações em que ocorreram misturas de ofertas de aves.

## Sexta Ordem:Tahorot
Tahorot (טהורת, "Purezas"). Esta ordem lida com a distinção puro/impuro e sobre a pureza familiar. É a mais longa das ordens da Mishná, com 12 tratados.
- Kelim (כלים, "Utensílios"), discute sobre uma grande variedade de diversos utensílios e o seu estatuto em termos de pureza.

- Ohalot (אוהלות, "Tendas"), sobre a impureza de um cadáver e a sua propriedade peculiar de "encobrir" objectos, tal como se fosse uma tenda.

- Negaim (נגעים, ‘’Pragas’’), acerca das leis de tzaraat, uma espécie de lepra.

- Pará (פרה, "Vaca"), sobre as leis da Vaca Vermelha.

- Tahorot (טהורת, "Purezas"), discute sobre um grande conjunto de leis de pureza, especialmente a real mecânica de contrair impureza e as leis de impureza de comida.

- Mikvaot (מקואות, literalmente "piscinas de água"), sobre as leis de construção e manutenção de uma mikvá, tanque de imersão ritual.

- Nidá (נידה, "Separação"), lida com a "nidá", a mulher durante o seu período menstrual.

- Machshirin (מכשירין, "Actos preliminares de preparação"), sobre os líquidos que tornam a comida susceptível de contrair "tumá", ou impureza ritual).

- Zavim (זבים, "Emissões Seminais"), lida com as leis de uma pessoa que teve uma emissão seminal ou (idêntica).

- Tebul Yom (טבול יום, "Imersão do dia"), discute um tipo especial de impureza em que uma pessoa se imerge numa "mikvá", mas permanece impura pelo resto do dia.

- Yadaim (ידיים, "Mãos"), sobre a impuridade relacionada com as mãos.

- Uktzim (עוקצים, "Hastes"), sobre as várias formas de impureza da parte externa das frutas e vegetais, como as hastes e peles.